# Parkstadt Solln

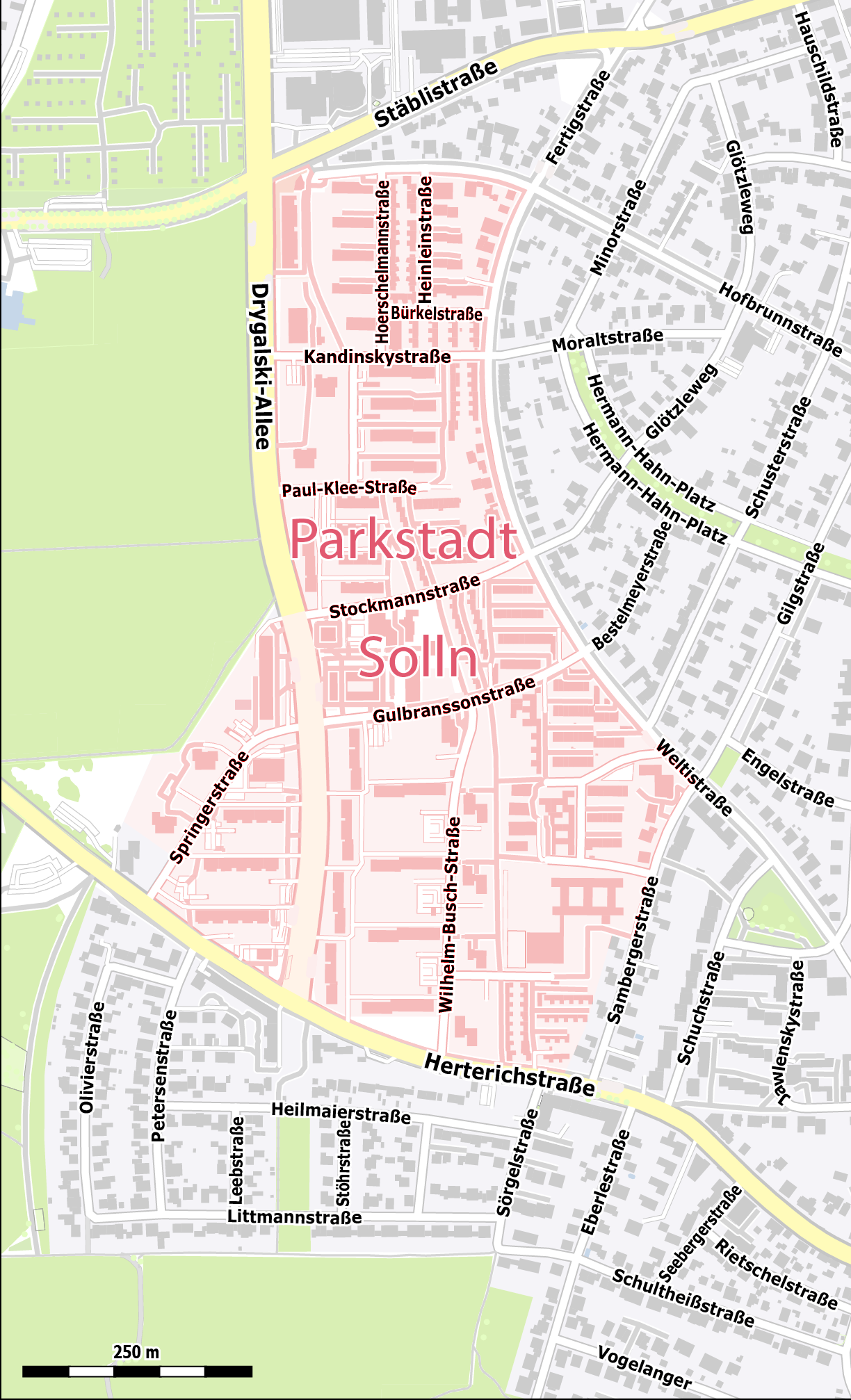
Karte der Parkstadt Solln in München

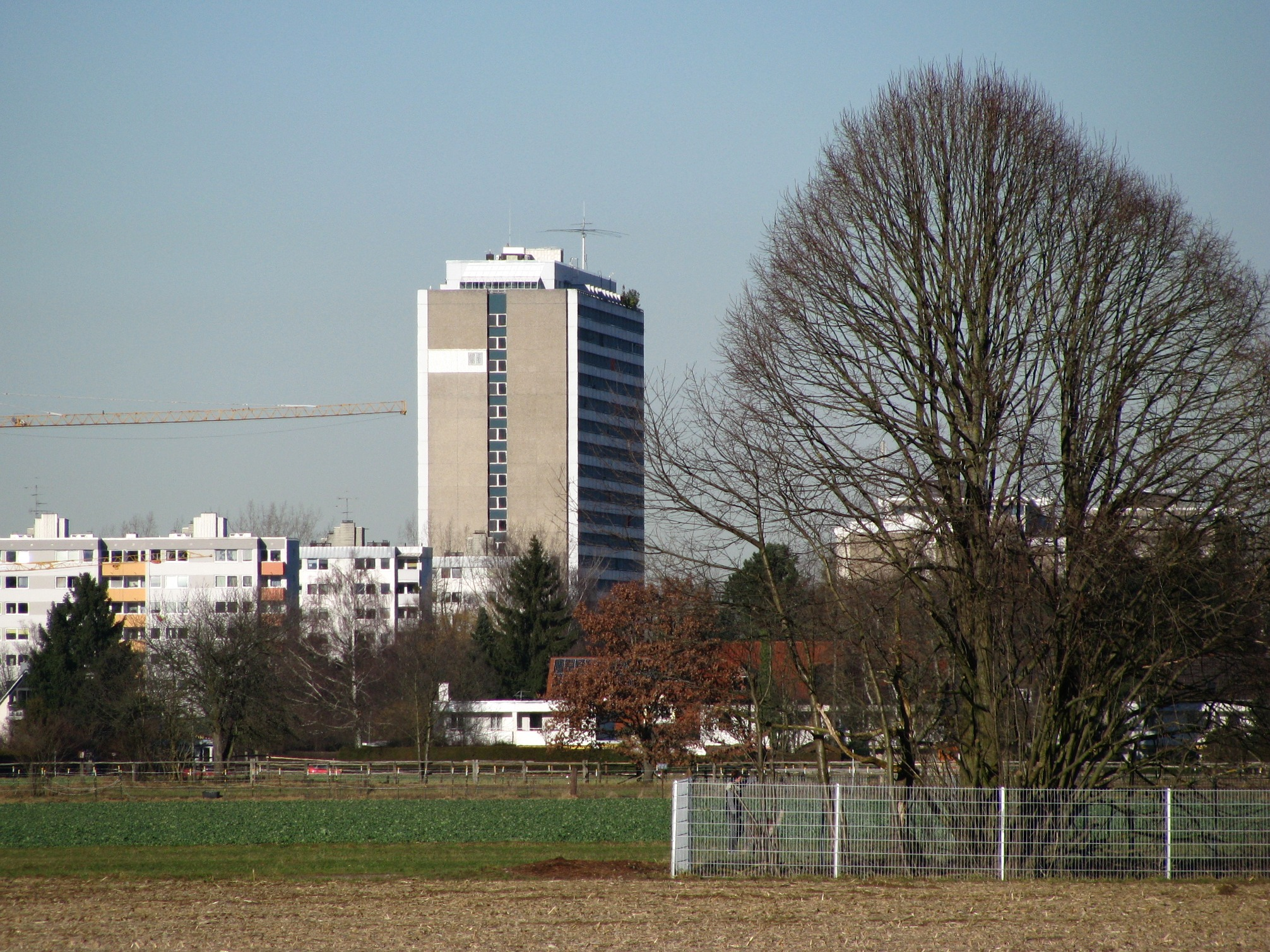
Das DEBA-Hochhaus von Süden

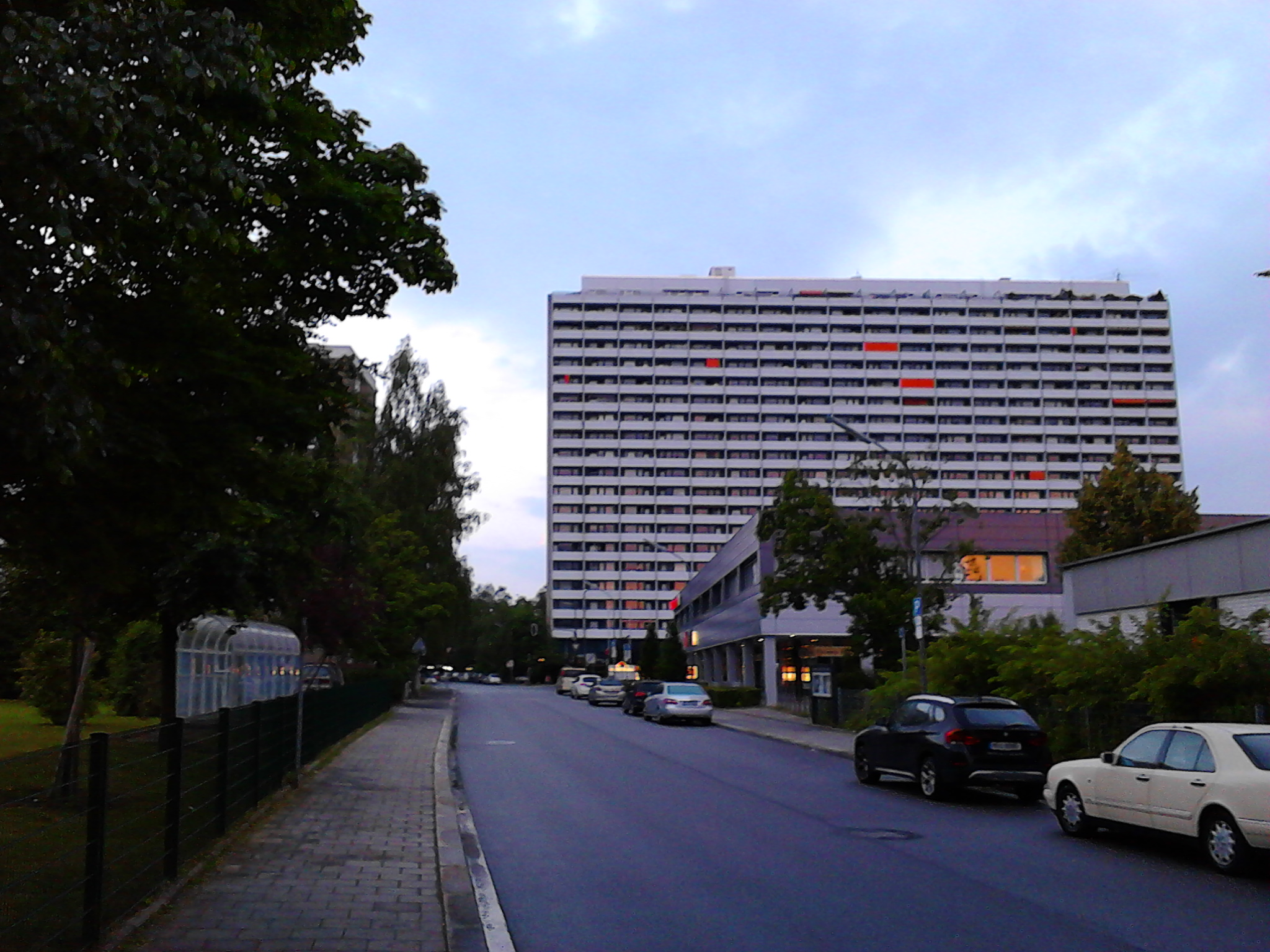
Das DEBA-Hochhaus von Osten, davor das Ärzte- und Einkaufszentrum

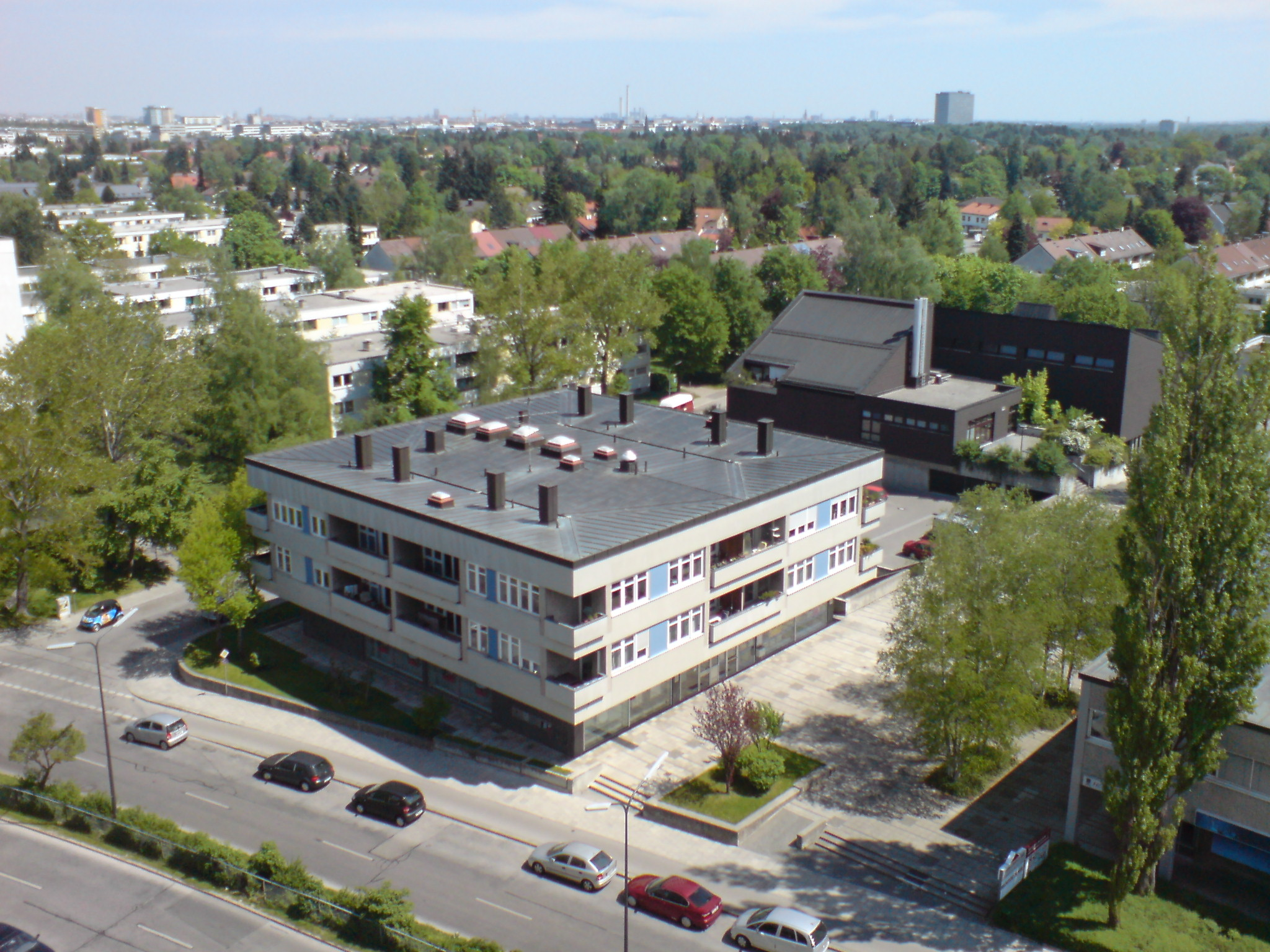
Blick vom DEBA-Hochhaus auf die Stockmannstraße mit Ärzte- und Sparkassenhaus und ökumenischem Kirchenzentrum

Die Parkstadt Solln ist eine Großwohnsiedlung im südlichsten Münchner Stadtviertel Solln mit rund 2000 Wohneinheiten, deren wesentliche Teile von 1965 bis 1967 nach Plänen von Ernst Maria Lang errichtet wurden. Sie wurde im Rahmen des Stadtentwicklungsplans von 1963 konzipiert, der eine polyzentrische Stadterweiterung vorsah, und entstand angrenzend an den historischen Dorfkern Sollns im Grüngürtel, der Solln von Forstenried trennt.

## Lage und Gliederung
Die Parkstadt Solln umfasst etwa 400 ha, westlich an Alt-Solln angrenzend. Der Münchner Stadtrat beschloss den Bau im Juni 1964, Baubeginn war bereits 1965. Bauträger war Max W. Schlereth mit der DEBA. Die Siedlung wurde auf bisherigen Äckern geplant und gebaut. Als Grenzen wurden die bestehenden Straßen Stäbli-, Welti- und Herterichstraße definiert. Im Westen wurde eine neue vierspurige Hauptverkehrsstraße als Verbindung von der Boschetsrieder Straße zur Herterichstraße gebaut, die ursprünglich Würmseestraße nach dem alten Namen des Starnberger Sees heißen sollte, schließlich aber nach dem Forschungsreisenden Erich von Drygalski benannt wurde. Südlich der Herterichstraße sollten einige weitere Häuser und nach der ursprünglichen Planung auch die evangelische Kirche des Viertels entstehen. Beides wurde ebenso wenig realisiert wie die Fortführung der Drygalski-Allee bis zur Bundesstraße 11; ein halbes Jahrhundert später wurde dort ein großer Wohnblock errichtet. Das Gelände zwischen Hofbrunn- und Stäblistraße im Norden ist zwar im Bebauungsplanumgriff enthalten, es sind jedoch keine Änderungen in der bereits bestehenden Bebauung ausgewiesen. In der Planung ist die Hofbrunnstraße die nördliche Grenze des Neubaugebiets.
Der Architekt Ernst Maria Lang konzipierte die Siedlung so, dass die Höhe der Gebäude vom historischen Solln nach Westen anstieg, um einen harten Übergang zu vermeiden. Die Straßenzüge und Bauten sind auf zwei Kerne ausgerichtet, die nach Leo Samberger benannte Volksschule und das Einkaufszentrum (Forum) an der Drygalski-Allee, das 1974/75 um das Ökumenische Kirchenzentrum Parkstadt Solln ebenfalls von Architekt Lang erweitert wurde. Ab 1968 befand sich im Forum auch eine Stadtteilbibliothek der Münchner Stadtbibliothek. Sie wurde geschlossen, nachdem 1987 im benachbarten Fürstenried das Stadtteilzentrum mit Münchner Volkshochschule, Bürgersaal und einer größeren Stadtteilbibliothek eröffnete.
Architekt Lang entwarf im Auftrag des Bauträgers DEBA die Gesamtplanung der Siedlung. Die einzelnen Bereiche und Gebäudetypen wurden an verschiedene Architekten übertragen, wobei Lang selbst das Forum und mehrere Gebäudeteile übernahm.
Die Straßen in der Parkstadt Solln sind nach Malern und Grafikern des 19. und 20. Jahrhunderts benannt, mit Ausnahme der Drygalski-Allee und der Springerstraße, die nach Erich von Drygalski und Balthasar Springer benannt sind, beides Forschungsreisende.
Der durchgehende Grünzug zwischen Forstenried und der Parkstadt Solln wäre nach den Vorstellungen der DEBA vollständig bebaut worden. Die Gesellschaft hatte von den Grundeigentümern bereits fast die ganze Fläche erworben, bevor die städtischen Planungen einsetzten. Nach dem damaligen Planungsrecht konnte die Wirkung des Grünzugs als klare Gliederung der Stadtviertel und Grenze zwischen dem dörflichen Forstenried und der modernen Großsiedlung nur dauerhaft gesichert werden, in dem das Baurecht für die gesamte Fläche auf dem östlichen Teil konzentriert wurde. Deshalb waren die zwölfstöckigen Bauten und das 20-stöckige Hochhaus unvermeidbar.

## Gebäudetypen und Einzelbauten
In unmittelbarer Nähe zum historischen Dorfkern Sollns im Südosten der Parkstadt und erneut nördlich der Schule liegen mehrere Blöcke Atriumhäuser. Jedes einzelne ist ein ebenerdiger Bungalow in L-Form um einen kleinen Garten, der durch eine Mauer in Gebäudehöhe vollständig privat ist. Sie sind zum Teil aneinander gebaut, zum Teil gegeneinander versetzt, so dass sie trotz der flachen Bauweise den Grund gut ausnutzen. Ganz im Süden der Siedlung stehen insgesamt sechs Zeilen so genannter Kettenhäuser. Diese sind zweigeschossige Reihenhäuser, deren Wohnzimmer ebenerdig in den Garten verlängert ist und so die Terrasse vor Einblicken der Nachbarn abschirmt. Ebenfalls innovativ für die Bauzeit waren Maisonette-Eigentumswohnungen, die jeweils über zwei Stockwerke reichen, verbunden durch eine Innentreppe.
Im Südwesten, westlich der Drygalski-Allee, stehen zwei Punkthochhäuser, die als Max und Moritz bezeichnet werden. Sie wurden von den Architekten Jürgen von Gagern und Udo von der Mühlen geplant und gelten als herausragende Beispiele für einen gelungenen Hochhausbau. Alle vier Seiten sind unterschiedlich gestaltet und die Fassaden durch teils tief eingezogene, teils auskragende Balkone gegliedert. Große Pflanztröge auf den Balkonen lassen die Süd- und Westseite grün wirken. Die Ausstattung war hochwertig, mit Fußboden- und Deckenheizung und raumhohen Fensterbändern, die aber durch die Balkone im Sommer beschattet werden.
Unzufrieden war Architekt Lang mit dem höchsten Baukörper, dem 20-stöckigen DEBA-Hochhaus. Er selbst hatte im Siedlungsentwurf einen Hochpunkt vorgesehen, auf den er die Baukörper und insbesondere die Linien des Forums ausgerichtet hatte. Er wünschte sich, dass ein „interessant gegliederter Körper“ mit einer „ästhetisch einwandfreien Kontur“, einem „guten Profil“, „genau überlegten Materialien“ erstellt würde. Der DEBA-Chef Thomas Schlereth entschied sich, den Bau selbst zu planen, zusammen mit den meisten, erst nachträglich der Siedlung hinzugefügten Bauten im Südwesten. Das Ergebnis gilt als misslungen, eine „ganz schematische unsaubere Schachtel“ (E. M. Lang). Das Hochhaus war ursprünglich als Hotel geplant und für die Olympischen Spiele 1972 vorgesehen. Schon vor der Eröffnung 1971 stellte sich heraus, dass die Hotelkapazität ausreichend ausgebaut worden war, so dass es als Appartement-Haus vermarktet wurde.
Im Südwesten an der Herterichstraße liegt Klein-Schönstatt, eine Kapelle und das Seminarhaus der Schönstattbewegung für die Erzdiözese München-Freising. Die kleine Kapelle wurde bereits während des Eucharistischen Weltkongresses 1960 der Gottesmutter von Schönstatt geweiht. Der erste Bauabschnitt des Seminarhauses wurde 1970/71 kurz nach dem Bau der Parkstadt fertiggestellt, das Tagungshaus 1990/91 erweitert.
Gegenüber von Klein-Schönstatt, auf der Südseite der Herterichstraße und an die Bezirkssportanlage Herterichstraße und das Gelände des TSV Solln angrenzend, befindet sich ein Erholungsgelände, „ein echtes Dorado der Freizeitgestaltung für die Wohnbevölkerung aus der Parkstadt Solln“.

## Charakter
Die Parkstadt Solln gilt als ein „überwiegend positives Beispiel“ für die Bauweise der 1960er Jahre. Die Großsiedlung ist klar in Teilräume mit „sensibler Freiflächengestaltung“ gegliedert. Die Bauten weisen – mit Ausnahme des DEBA-Hochhauses – „menschlichen Maßstab“ auf, und der Übergang zum alten Solln vermeidet eine „Konfrontation“.
Seit die mit dem Bau der Siedlung gepflanzten Bäume ihre volle Höhe erreicht haben, wird die Parkstadt ihrem Namen gerecht. Sie ist für Großsiedlungen der 1960er Jahre weit überdurchschnittlich begrünt, wichtige Achsen für Fußgänger und Radfahrer verlaufen abseits der Straßen völlig in Grünstreifen.
Obwohl die Bezeichnung „Parkstadt Solln“ von Beginn an und bis heute durch alle Beteiligten verwendet wurde und wird, liegt ein Beschluss des Münchner Stadtrats vom 7. Oktober 1964 vor, nach dem die damals noch geplante Siedlung „Neu-Solln“ heißen solle und insbesondere auf den Beinamen „Parkstadt“ verzichtet werden solle, weil die „Parkstadt Bogenhausen“ in München als Parkstadt ein feststehender Begriff wäre. Der Name hat sich jedoch nicht durchgesetzt und wird auch in amtlichen Veröffentlichungen nicht verwendet.